# Amphilochus borealis
Amphilochus borealis är en kräftdjursart som beskrevs av Enequist 1949. Amphilochus borealis ingår i släktet Amphilochus och familjen Amphilochidae. Arten är reproducerande i Sverige. Inga underarter finns listade i Catalogue of Life.